# Dylan LeBlanc
Dylan LeBlanc, född 1990 i Shreveport, Louisiana, är en amerikansk countrymusiker. Han har jämförts med artister som Fleet Foxes och Townes Van Zandt. Han släppte sin debutskiva, Pauper’s Field, på Rough Trade Records 2010. Skivan mottog goda recensioner.
Dylan LeBlanc är son till Muscle Shoals-studiomusikern James LeBlanc.

## Diskografi
Studioalbum
- 2010 – Paupers Field
- 2012 – Cast the Same Old Shadow
- 2016 – Cautionary Tale
- 2019 – Renegade

Singlar
- 2010 – If Time Was for Wasting
- 2019 – Born Again

Samlingsalbum
- 2010 – Dylan LeBlanc Presents (Samlings-EP)